# Анастас Стоянов (писател)
Вижте пояснителната страница за други личности с името Анастас Стоянов.
Анастас Стоянов Анастасов е български поет, писател, журналист и публицист.

## Биография
Роден е на 2 август 1931 г. в село Живовци, недалеч от Монтана, тогава град Фердинанд.
В рода му битува легендата за родство с родения в Радовиш, днешна Северна Македония, Анастасий Струмишки, чието име българската църква почита на 29 август.
Предците му, издънка на Солунски българи, са били дюлгери каменоделци. Много мостове, църкви и манастири са съхранили следи от теслите и длетата им. Последното, което са съградили дядо му и баща му са Живовският каменен мост, църквата в селото, камбанарията и училището, в което е учил и той самият.
Руините на църквата и останките от училището се издигат на брега на язовир Огоста.
В края на 19 век дядо му Анастас Златанов, беден трънски майстор, заедно със своя брат се заселват в село Живовци, Монтанско. За баща му Стоян Анастасов Златанов, се знае малко – работил е заедно с дядо му като зидар. Умира твърде рано, едва двадесетгодишен. След това починал и дядо му. След няколко години майка му – Верка Георгиева Стоянова, се омъжва повторно.
Прогимназия завършва в родното си село. В периода от 1946 г. до 1951 г. Анастас Стоянов учи в Мъжка гимназия „Ген. полк. Христо Михайлов“ в Михайловград. По това време директор на гимназията е бил Жечо Боздуганов. Сега гимназията носи името природо-математическа гимназия „Св. Климент Охридски“.
Като десетокласник през 1949 г. той написва стихотворението „С Михайловски дух несломим“, което става химн на гимназията. Музиката на химна е написана от друг ученик – Георги Андреев.
Учи филология и журналистика в Софийския университет.
За първи път печата във в. Народна младеж през 1949 г.
Бил е редактор в Радио София (1957 – 59). През периода 1959 – 65 г. работи във в. Септемврийче. От 1965 до 1966 г. е завеждащ редактор в издателство „Народна младеж“. Секретар е на СБП (Съюз на българските писатели) (1966 – 69), редактор е във вестник „Народна младеж“ (1969 – 72). В периода 1972 – 74 г. е главен редактор на сп. „Пламък“ – тогава орган на СБП, а от 1974 до 1991 г. е главен редактор на сп. „Пламъче“ – списание за детско-юношеско литературно творчество. От ноември 1994 до април 1995 г. е главен редактор на вестник „Вселена“.
Превеждал е от руски език стихотворения на Сергей Есенин, Иля Еренбург, Саят-Нова, Нил Гилевич и др.
Благодарение на комбинацията от талант и свободомислие, творческият му живот е белязан от издигания и спадове. Така например в началото на 60-те години той, повлиян от френския сюрреалист и дадаист Луи Арагон, публикува стихове без препинателни знаци. Това скандализира тогавашното висше партийно и държавно ръководство и той губи възможност да печата за няколко години. По-късно, пак по настояване на партийното ръководство, бива назначен за главен редактор на авторитетното и политически значимо по това време списание Пламък. Следва предложение за наказания и уволняване. Бил е и секретар на СБП – по това време длъжност със сериозно политическо и административно влияние върху тогавашните „кадри на идеологическия фронт“.
За Анастас Стоянов споменава в своите „Задочни репортажи“ и писателят емигрант Георги Марков. Своята гледна точка за вечерята в двореца „Бистрица“, Анастас Стоянов е описал в неиздадената му още книга „Тайната вечеря в Царска Бистрица – Живи и живели“.
След 1989 г. Анастас Стоянов е обект на остри нападки, публикувани във вестниците „Работническо дело“, „Народна култура“ и др. Обект е дори на нападки, написани в самоделни плакати, разлепени по стените на сградите около пл. „Славейков“ в София.
Почти 15 години след 1989 г. той се самоизолира и пише, без да издава книги.
През 2004 г. излиза последната му книга, издадена приживе – „Ранни рани“.
През 2005 г. краеведският отдел на Общинската библиотека „Гео Милев“ в Монтана е наречен на името на Анастас Стоянов.
След смъртта му, с издаването на подготвените от него за печат книги, се заема неговата съпруга Виолета Сотирова-Стоянова и децата му Калин и Милена Стоянови.

## Творчество
Първото си стихотворение („Ковач“), написва още в прогимназията, а първата си книга („Първа любов“) издава през студентските си години, през 1955 г.
В творчеството му може да бъдат открити елементи на романтика и приказност. Според собствените му думи винаги се е придържал към реални събития и реални личности, колкото и да ги е „опоетизирал“ и „разкрасявал“. Така е в повестта му „Имаше едно момче“, в романите му „Конници“ и „Хищникът“, също и в приказките му за Малчо. Същото се отнася и за поезията му.

Както той казва: 
| „ | Бях верен на времето, в което се родих, живях и творих. И нямам намерение да се ровя в гардероба на старите си творби, за да ги преправям според ръста на новите моди и съдбовни превратности. Пък и искам да си остана верен на майчиния завет: не кръшкай в живота, чедо, помни, че си син на майка Стоянова, а не на майка Бежанова... | “ |

Някои от произведенията му или части от тях са преведени на руски, беларуски, украински, френски, английски и др. езици.
По данни от „Речник на българската литература“ и други справочни издания за него и творчеството му са писали Борис Делчев, Димитър Канушев, Минко Николов, Ефрем Каранфилов, Пантелей Зарев, Стефан Елефтеров, Иван Цветков, Людмила Григорова, Симеон Хаджикосев, Енчо Мутафов, Иван Милчев, Йордан Василев, Николай Янков, Даря Табакова, Михаил Василев, Благовеста Касабова, Георги Пенчев, Никола Инджов, Тихомир Йорданов, Борис Борисов, Никола Намерански, Юлий Йорданов, Юлия Иванова  и изданието „Кой кой е в Монтана“. За него споменава и Йордан Радичков, с когото са делили не една ловна раздумка..

### Участие в антологии
- Антология на световната любовна лирика, съставителство и редакция Владимир Свинтила, Любен Любенов, Григор Ленков, изд. „Народна младеж“, 1967
- Поети и писатели, родени в Михайловградски окръг, Окръжна методична библиотека, Михайловград, 1968
- Това е песен: Антология на двадесет и петте рози, съставителство и редакция Анастас Стоянов, изд. „Народна младеж“, 1969
- Антология на българската поезия, том втори, съставителство и редакция Ел. Багряна, Ив. Давидков, Г. Джагаров, П. Динеков, Мл. Исаев, В. Колевски, Ан. Стоянов, изд. „Български писател“, 1969
- Кой какъв е и защо такъв е, том четвърти, съставителство и редакция Николай Янков, изд. „Бълг. художник“, 1969
- Приказки от Български писатели, съставителство и редакция Кръстьо Станишев, изд. „Български писател“, 1981
- Болгарская поезия, Серия „Европейская поезия“, изд. „Художественая литература“, 1982
- Речник на българската литература, три тома, съставителство и редакция Георги Цанев, Изд. на БАН, 1982
- Слънце от макове, съставителство и редакция Георги Струмски, Анастас Стоянов, изд. „Народна младеж“, 1984
- Училището празнува, съставителство и редакция Ал. Чоев, Радой Киров, изд. „Народна просвета“, 1986
- Писатели, деца и книги, Д. Василев, изд. „Отечество“, 1987
- Антология Български писатели от втората половина на XX век, съставителство и редакция Павел Матев, П. Караангов, Н. Инджов, П. Братинов, М. Бенчев, изд. „Български писател“, 1995
- Антология Българска поезия за деца, съставителство и редакция Михаил Василев, П. Парашкевов, Ел. Савова, Университетско издателство „Св. Климент Охридски“, 1995
- Поетична антология за Куба с любов, съставителство и редакция Матей Шопкин, изд. „Вангелия“, 2000
- Антология на съвременни български поети. Разпятия от думи, съставителство и редакция, Камен Васевски, изд. „Български писател“, 2001
- Камбаните на съвестта: Български поети за Беларус, изд. „Илинда-Евтимов“, 2003
- Антология на българската епиграма, съставителство и редакция Красимир Матев, Марко Ганчев, Т. Климентов, изд. „Чернат“, 2003
- Българийо, родино моя, съставителство и редакция Атанас Звездинов, изд. къща ДАЛ СИАТ, 2007